# Lastovsko otočje
Lastovsko otočje este o arie protejată (arie de protecție specială avifaunistică — SPA) din Croația întinsă pe o suprafață de 19.572,29 ha, integral pe uscat.

## Localizare
Centrul sitului Lastovsko otočje este situat la coordonatele 42°45′55″N 16°53′29″E / 42.765233°N 16.891307°E.

## Înființare
Situl Lastovsko otočje a fost declarat arie de protecție specială avifaunistică în iulie 2013 pentru a proteja 14 specii de animale.

## Biodiversitate
Situată în ecoregiunile marină mediteraneană și mediteraneană, aria protejată nu include niciun habitat protejat.
La baza desemnării sitului se află mai multe specii protejate de  păsări (14): fâsă-de-câmp (Anthus campestris), Calonectris diomedea, caprimulg (Caprimulgus europaeus), șerpar (Circaetus gallicus), Falco eleonorae, șoim călător (Falco peregrinus), cocor (Grus grus), Hippolais olivetorum, sfrâncioc roșiatic (Lanius collurio), Larus audouinii, viespar (Pernis apivorus), Phalacrocorax aristotelis desmarestii, Puffinus yelkouan, chiră de baltă (Sterna hirundo).